# Балтаджиоглу, Исмаил Хаккы
Исмаил Хаккы Балтаджиоглу (тур. İsmail Hakkı Baltacıoğlu; 28 февраля 1886 — 1 апреля 1978) — турецкий учёный, писатель и драматург.

## Биография
Родился в Стамбуле. Его отец был чиновником. С 4 лет учился в религиозной школе. Затем учился в частных школах в Стамбуле. Во время обучения в одной из них благодаря Чукурджумалы Кадри-эфенди заинтересовался османской каллиграфией. После окончания в 1902 году лицея Вефа поступил в Стамбульский университет, который окончил в 1908 году. С февраля 1909 года работал каллиграфом в Стамбульском мужском педагогическом колледже. В 1910-11 годах учился в Европе, большую часть времени провёл во Франции.
После возвращения в Турцию на основании полученных за границей знаний написал ряд книг о педагогике, среди которых были «Революция в обучении и воспитании» (1912) и «Народное образование» (1913). Преподавал в ряде различных учебных заведений, в том числе в Стамбульском университете и ряде колледжей. Работал в министерстве здания. В 1923-27 годах занимал пост ректора Стамбульского университета.
Активно выступал за секуляризацию и увеличение доли национально-культурного компонента в преподавании. В 1933 году был уволен с должности преподавателя. С 1934 года издавал журнал «Новый человек» (тур. Yeni Adam), в котором активно отстаивал свои взгляды, в частности, Балтаджиоглу считал, что в Турции не завершена вестернизация, поэтому необходимо проведение дальнейших реформ в данном направлении. В 1941 году сумел вернуться на преподавательскую должность, на этот раз в Анкарский университет.
В 1942-50 годах занимал пост члена Великого национального собрания.
Умер 1 апреля 1978 года в Анкаре.